# Kosgi
Kosgi är en ort i Indien.   Den ligger i distriktet Mahbūbnagar och delstaten Telangana, i den centrala delen av landet, 1 300 km söder om huvudstaden New Delhi. Kosgi ligger 519 meter över havet och antalet invånare är 21 038.
Terrängen runt Kosgi är platt. Runt Kosgi är det ganska tätbefolkat, med 230 invånare per kvadratkilometer. Det finns inga andra samhällen i närheten. Trakten runt Kosgi består till största delen av jordbruksmark.